# Patricia Álvarez Nárdiz
Patricia Álvarez Nárdiz (Santander, 4 de març de 1998) és una jugadora d'hoquei sobre herba espanyola.
Davantera, es formà al RS Tenis de Santander. Debutà a la Lliga espanyola amb el Sanse Complutense, proclamant-se campiona de la competició la temporada 2021-22. El maig de 2022 fitxà pel Reial Club de Polo, amb el qual ha aconseguit un Campionat de Catalunya (2022-23), una Lliga espanyola (2023-24) i una Copa de la Reina (2023). També, individualment, fou escollida millor jugadora de la Lliga Iberdrola 2024-25.  Internacional amb la selecció espanyola, en categories de formació es proclamà campiona d'Europa sub-21 (2019). Amb el combinat absolut debutà el 2021 i ha participat en els Campionats d'Europa de 2021, 2023 i 2025 i als Jocs Olímpics de Paris 2024, on finalitzà en setena posició.